# Joint European Torus

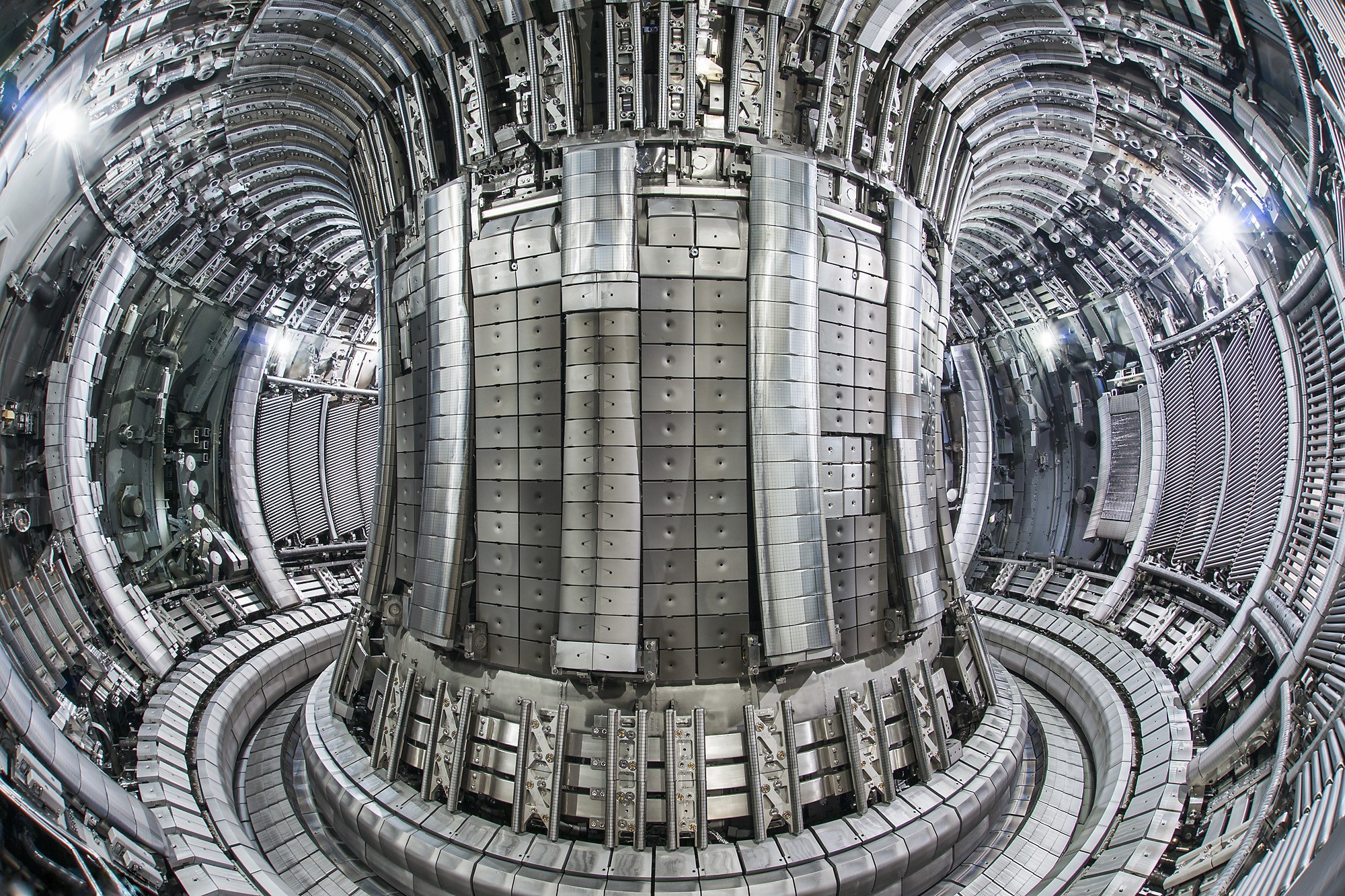
Pohled dovnitř tokamaku

Joint European Torus (zkratka JET) byl tokamak, který byl v provozu v letech 1983–2023 na kampusu britského úřadu pro atomovou energii (United Kingdom Atomic Energy Authority, zkratka UKAEA) v Culhamském centru pro fúzní energii (Culham Centre for Fusion Energy) v Oxfordshiru.
Projekt probíhal pod konsorciem EUROfusion a podílely se na něm stovky vědců z celé Evropy. Za svůj provoz pokořil mnoho rekordů v oblasti fúzních reaktorů.

## Historie
Přípravné práce, jež vedl Paul-Henri Rebut, začaly v roce 1973 a základní kámen byl položen 18. května 1979. Účastníky projektu byly v té době Belgie, Itálie, Lucembursko, Francie, Nizozemsko, Západní Německo, Dánsko, Irsko, Švédsko, Švýcarsko a Spojené království. Stavba byla dokončena v červnu 1983 a 25. června byl zahájen provoz a první produkce plazmatu, ale slavnostní otevření, kterého se zúčastnila britská královna Alžběta II., M. François Mitterand a M. Gaston Thorn proběhlo až 9. dubna 1984.
9. listopadu 1991 proběhl první experiment s D-T palivem (směs deuteria a tritia), při kterém bylo po krátkou dobu dosaženo výkonu 1,7 MW. 22. září 1997 pokořil JET světový rekord, když dosáhl výkonu 16,1 MW. Počátkem 21. století byla konstrukce tokamaku upravována, aby se více podobal budoucímu tokamaku ITER, na němž by díky tomu mohla být využita data z experimentů. Během pětisekundového pulzu 21. prosince 2021 vyrobil 59 MJ energie a dokázal tím, že za použití D-T směsi lze udržet termojadernou fúzi. Výkon byl oproti předchozímu rekordu nižší, jelikož experimenty se v této fázi výzkumu soustředily více na dobu trvání reakce.
Vlastní rekord v množství vyrobené energie JET pokořil o dva roky později, když v poslední sérii pokusů s D-T palivem během 5,2 sekundy vytvořil 69 MJ energie, přičemž spotřeboval 0,2 miligramů paliva.
Ukončení projektu bylo oznámeno na konferenci v říjnu 2023. Proti odstavení JETu z provozu se postavilo několik vědců s tím, že původní datum uzavření projektu nezohledňovalo zpoždění, které mezitím nabral navazující projekt ITER.
JET ukončil svůj provoz posledním pulzem s pořadovým číslem 105842 18. prosince 2023.

## Technologie
V zařízení bylo možné vytvořit a pomocí silného magnetického pole udržet plazma o teplotě až 150 milionů stupňů Celsia.
JET byl ve své době jediným zařízením schopným používat směs deuteria a tritia, která je plánována pro budoucí zařízení včetně tokamaku ITER.